# Squaw

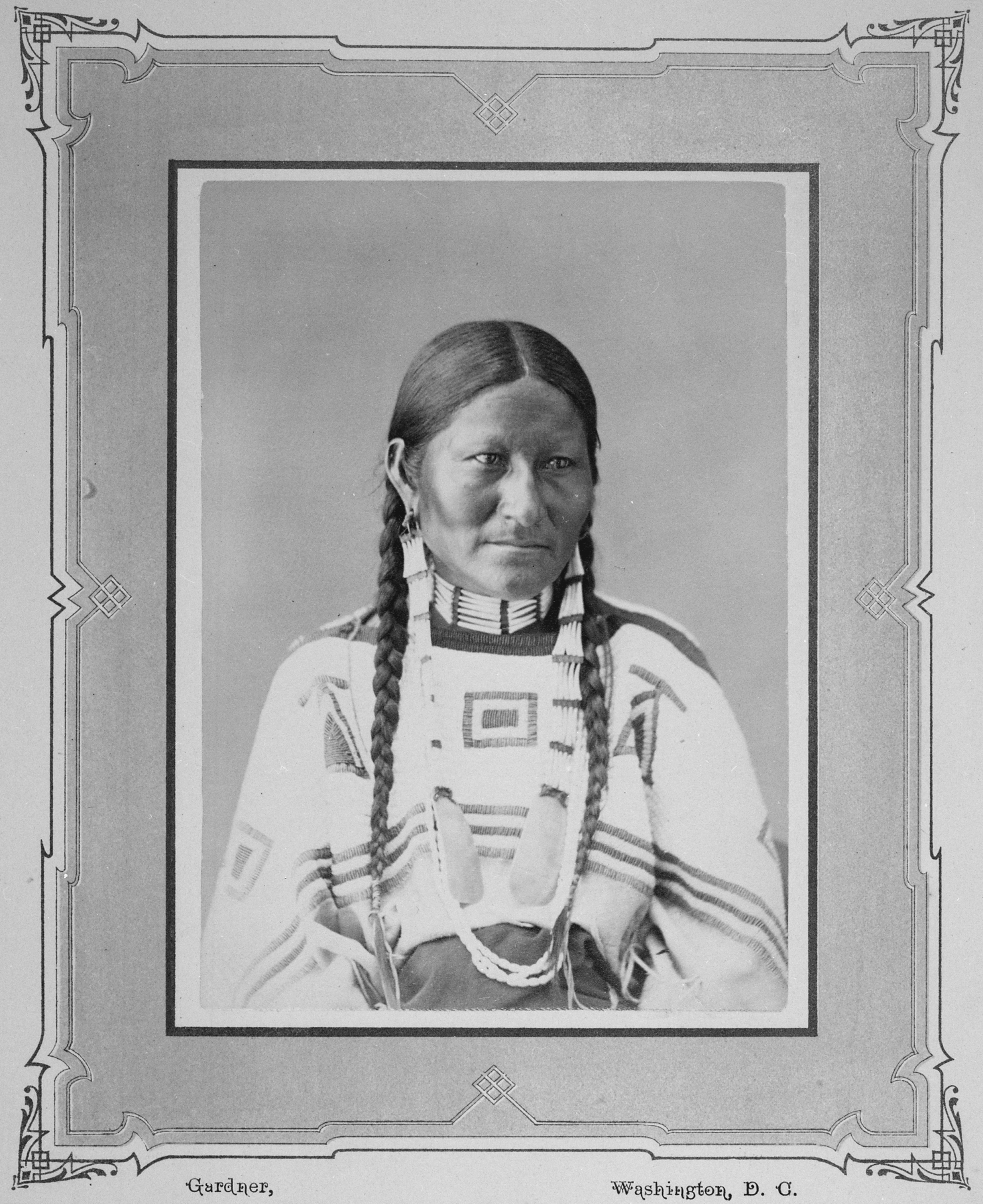
Dona indígena americana

Squaw és una paraula utilitzada pels Estats Units i pel Canadà encara que el seu origen no és anglès sinó que prové d'un dels idiomes dels natius americans (Algonquian). Van incorporar aquest mot durant el procés de contacte entre les dues cultures (americana i índia).
El seu significat original és el d'una dona indígena Americana, encara que també s'ha aplicat per anomenar algun tipus de plantes, les quals eren utilitzades per persones indígenes com a medicina per curar el dolor que només patien les dones dels pobles indígenes d'Amèrica.
Com que bastants colonitzadors odiaven els indis, van començar a utilitzar aquesta paraula de manera ofensiva i avui en dia encara és utilitzada de manera racista i sexista.